# Anna de Guigné
Anna de Guigné (ur. 25 kwietnia 1911 w Annecy-le-Vieux; zm. 14 stycznia 1922 w Cannes) – francuska Czcigodna Służebnica Boża Kościoła katolickiego.

## Życiorys
Pochodziła z zamożnej rodziny. Jej ojciec był oficerem. Posiadała czwórkę młodszego rodzeństwa. Śmierć ojca, który zginął podczas pierwszej wojny światowej (1915), wywarła niezmiernie duży wpływ na jej psychikę. To wydarzenie odegrało główną rolę w jej wewnętrznej przemianie i wkroczeniu na chrześcijańską drogę. Zmarła 14 stycznia 1922 roku mając zaledwie 10 lat w opinii świętości. Obecnie trwa jej proces beatyfikacyjny.